# Réfugiés de la guerre civile syrienne
 (février 2024).
Motif : données anciennes, situation et nombre de réfugiés plus du tout à jour (pas juste dans le tableau mais également pas pays)

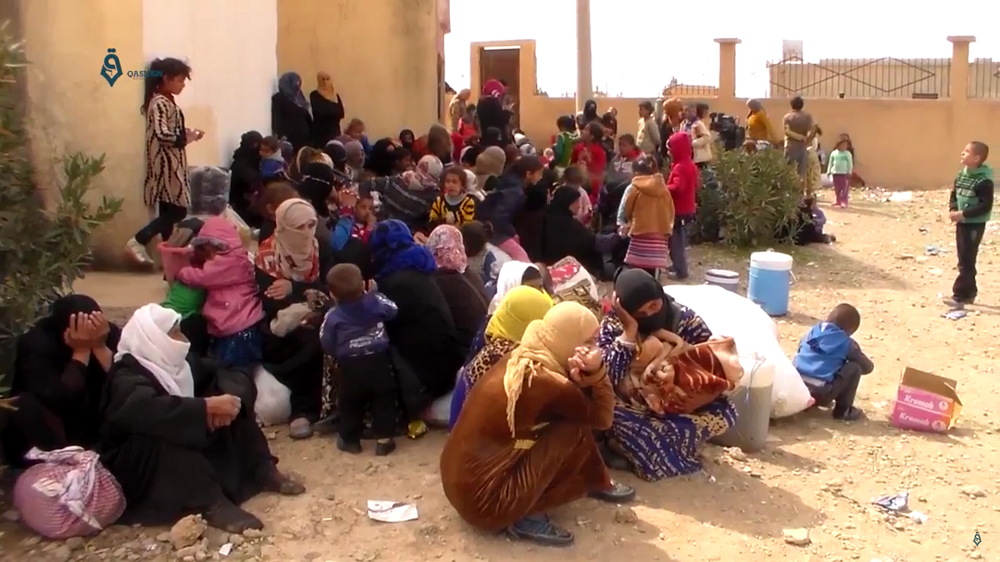
Des réfugiés de Tabqa en 2017.

Les réfugiés de la guerre civile syrienne, ou réfugiés syriens, sont des ressortissants syriens qui ont fui leur pays à la suite de l'escalade de la guerre civile, constituant ainsi en 2015 la plus importante population de réfugiés au monde. Pour échapper à la répression, aux violences et à la conscription, environ 6.6 millions de personnes ont fui le pays à la date du 15 mars 2021, 10 ans après le début du conflit, pour se rendre dans un pays voisin (Jordanie, Liban, Turquie, Irak, Égypte ou Kurdistan irakien).
À partir de 2014 et surtout 2015, une partie d'entre eux gagne l'Europe, contribuant avec les réfugiés d'autres pays à créer ce qui sera qualifié de crise migratoire. « La crise des réfugiés syriens est devenue la plus importante situation d'urgence humanitaire de notre ère et pourtant le monde ne répond pas aux besoins des réfugiés et des pays qui les accueillent », a déclaré le 29 août 2014 António Guterres, Haut Commissaire des Nations unies pour les réfugiés.

Nombre de réfugiés dans les pays voisins de la Syrie (au 4 septembre 2015).

## Histoire
En novembre 2015 entre six et huit millions de personnes sont déplacées à l'intérieur de la Syrie, cependant que quatre millions ont quitté le pays pour se réfugier à l'étranger, principalement  pour les pays voisins Liban, Turquie et minoritairement en Union européenne. Au total, plus de la moitié de la population Syrienne est déplacée.
En mars 2021, environ 13 millions d'habitants du pays ont quitté leur logement, ce qui équivaut à 60 % de la population estimée du pays en 2011, au début du conflit. En mars 2021, presque 25 % des réfugiés dans le monde sont syriens.

## Chiffres

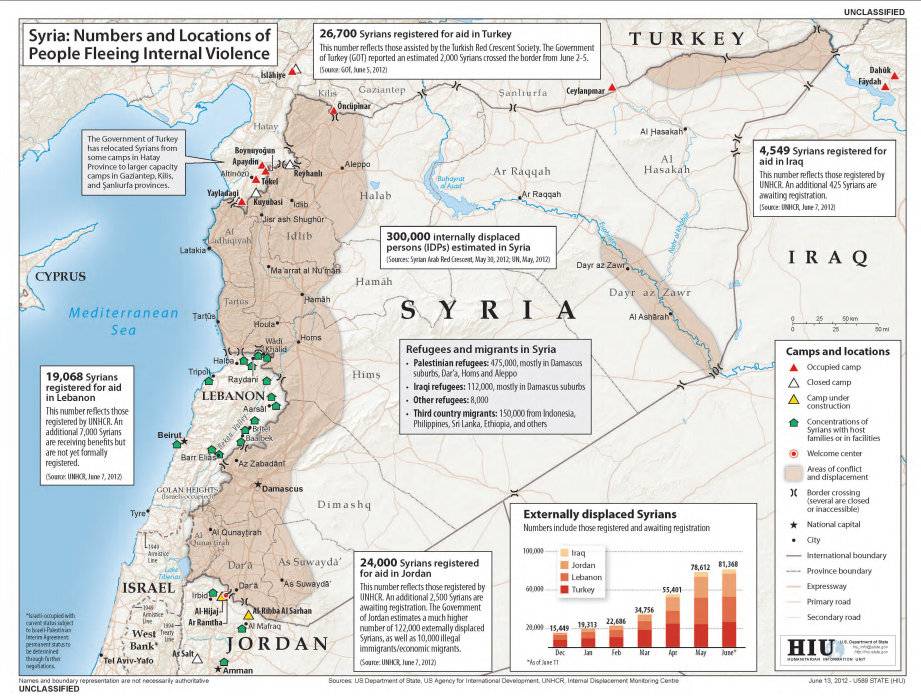
Nombre et emplacement des syriens fuyant la violence au 13 juin 2012.

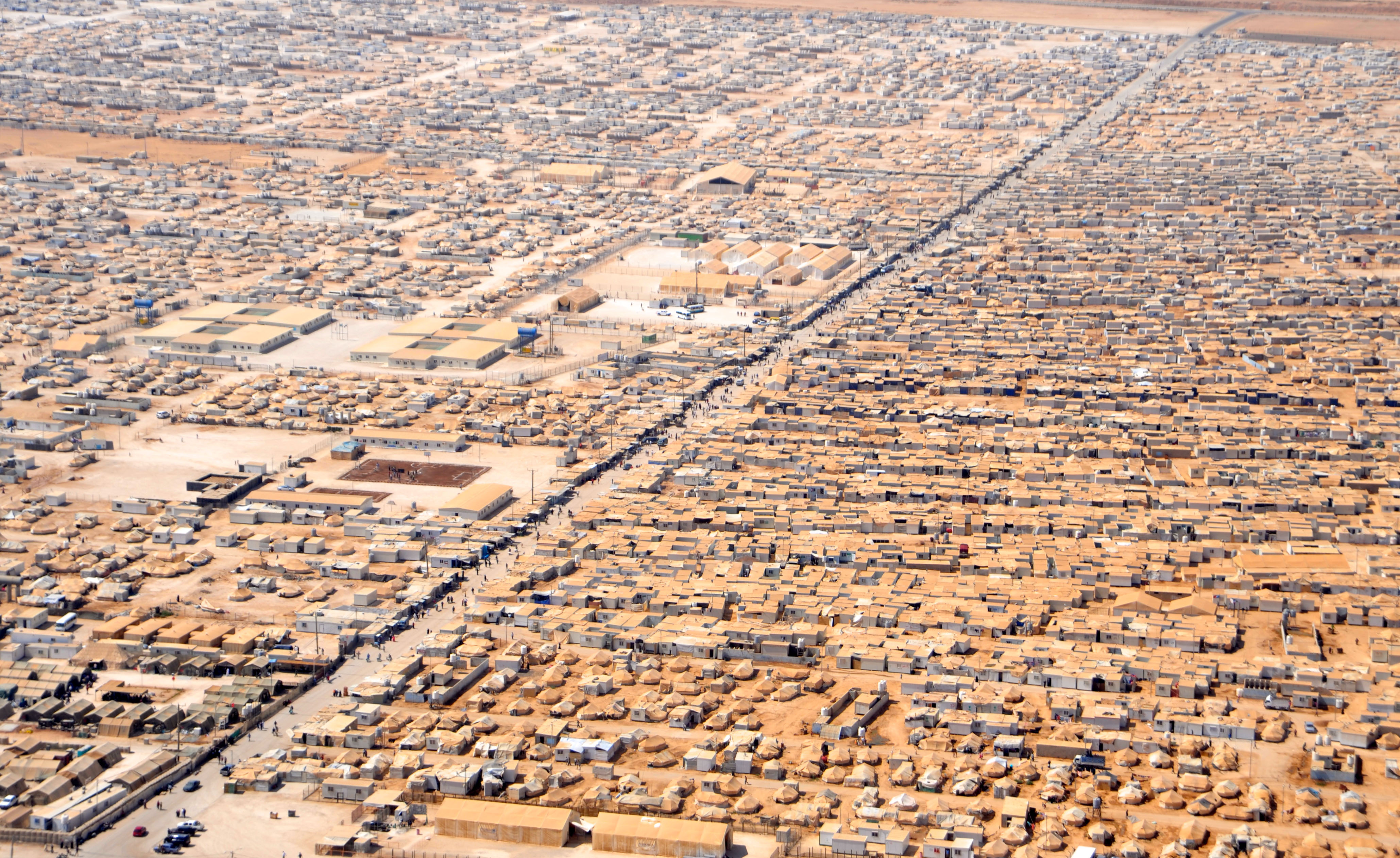
Le camp de réfugiés de Zaatari en Jordanie.

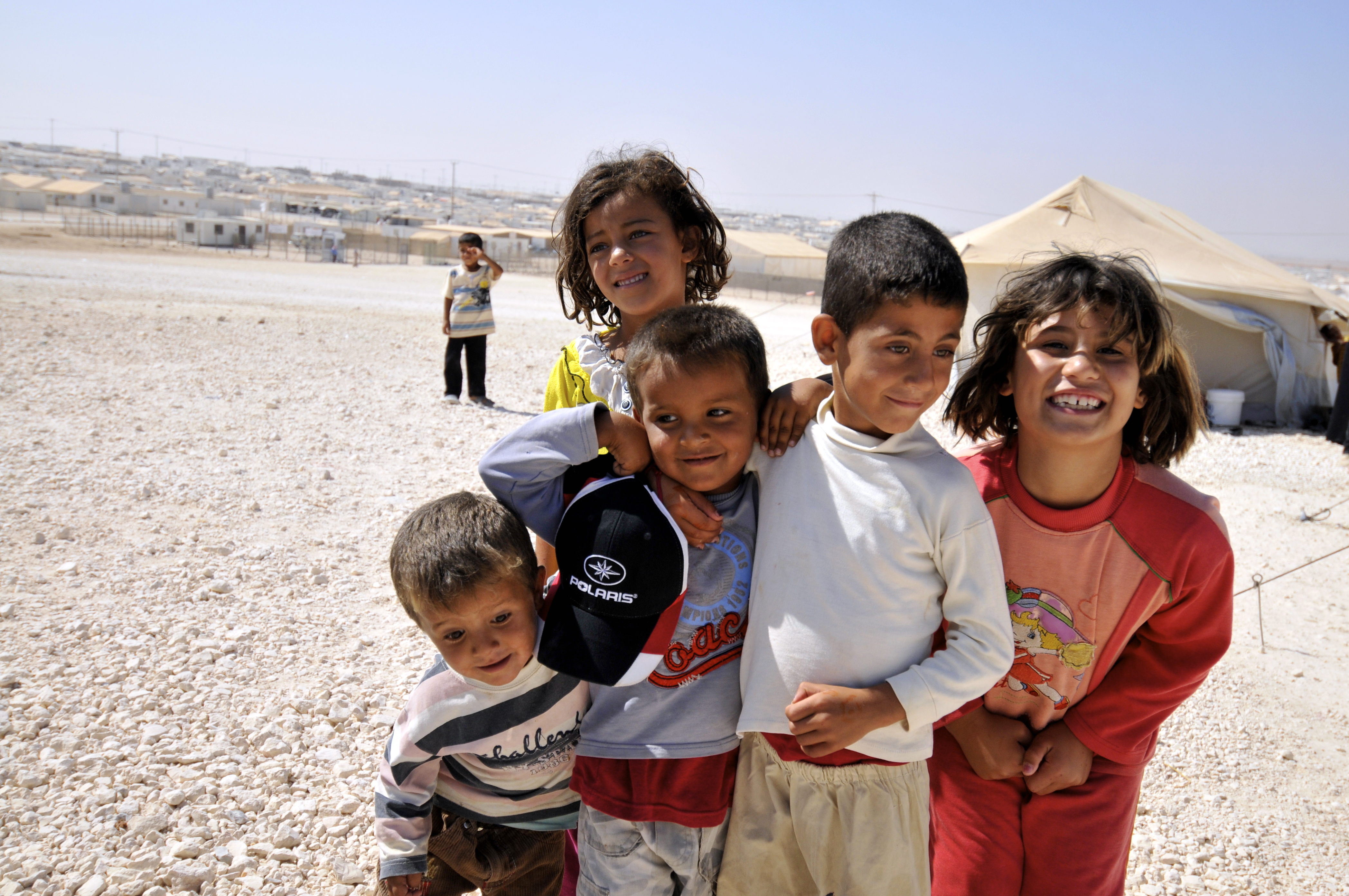
Des réfugiés dans le camp de Zaatari.

| Pays               | Estimés   | Enregistrés | Date           | % pop. |
| ------------------ | --------- | ----------- | -------------- | ------ |
| Allemagne          | 890 000   | 184 054     | janvier 2015   | 0,08   |
| Autriche           |           | 10 555      | novembre 2014  | 0,12   |
| Belgique           |           | 5 235       | décembre 2014  | 0,05   |
| Bulgarie           |           | 11 195      | décembre 2014  | 0,15   |
| Brésil             |           | 1 740       | janvier 2015   | 0      |
| Canada             | 27 190    | 29 818      | mai 2016       | 0      |
| Chypre             |           | 2 000       | décembre 2014  | 0,18   |
| Danemark           |           | 11 035      | décembre 2014  | 0,19   |
| Égypte             | 132 375   | 132 375     | juillet 2015   | 0,15   |
| États-Unis         |           | 121         | avril 2014     | 0      |
| Espagne            |           | 2 865       | janvier 2015   | 0,01   |
| Estonie            |           | 25          | décembre 2014  | 0      |
| Finlande           |           | 455         | octobre 2014   | 0,01   |
| France             |           | 5 035       | décembre 2014  | 0,01   |
| Grèce              |           | 1 825       | décembre 2014  | 0,02   |
| Hongrie            |           | 7 560       | décembre 2014  | 0,08   |
| Irak               | 249 463   | 249 463     | août 2015      | 0,69   |
| Irlande            |           | 60          | décembre 2014  | 0      |
| Italie             |           | 2 090       | décembre 2014  | 0      |
| Jordanie           | 629 266   | 629 266     | septembre 2015 | 7,93   |
| Lettonie           |           | 75          | décembre 2014  | 0      |
| Liban              | 1 113 941 | 1 113 941   | septembre 2015 | 18,94  |
| Lituanie           |           | 5           | décembre 2014  | 0      |
| Luxembourg         |           | 150         | juillet 2014   | 0,03   |
| Malte              |           | 815         | décembre 2014  | 0,18   |
| Norvège            |           | 3 635       | janvier 2015   | 0,07   |
| Pays-Bas           |           | 12 865      | décembre 2014  | 0,08   |
| Pologne            |           | 480         | décembre 2014  | 0      |
| Portugal           |           | 165         | décembre 2014  | 0      |
| République tchèque |           | 235         | décembre 2014  | 0      |
| Roumanie           |           | 1 810       | décembre 2014  | 0,01   |
| Royaume-Uni        |           | 6 375       | décembre 2014  | 0,01   |
| Slovaquie          |           | 45          | décembre 2014  | 0      |
| Slovénie           |           | 190         | décembre 2014  | 0,01   |
| Suède              |           | 57 390      | janvier 2015   | 0,59   |
| Suisse             |           | 9 717       | août 2019      | 0,11   |
| Tunisie            | 4 000     | 4 000       | septembre 2015 | 0.04   |
| Turquie            | 1 938 999 | 1 938 999   | septembre 2015 | 2,53   |

Selon l'ONU, en mars 2021, 1.05 millions de réfugiés syriens se trouvent sur le continent européen.

## Argentine
L'Argentine a décidé en septembre 2013 d'offrir un refuge à des milliers de Syriens déplacés. En août 2013, plus de 300 familles de réfugiés syriens sont déjà arrivés en Argentine.

## Australie
L'Australie devrait accueillir 12 000 réfugiés de Syrie et d’Irak. L'Australie place dans des camps sur des îles les demandeurs d'asile.

## Brésil
Le Brésil a déjà accueilli 2 000 réfugiés syriens ; c'est le pays d'Amérique qui en a accueilli le plus.

## Canada
L'ancien gouvernement conservateur de Stephen Harper voulait accueillir 10 000 réfugiés syriens, dans un pays qui n'en a accueilli que 2 000 entre 2011 et 2015.
Ceci fut un enjeu politique lors des élections fédérales canadiennes de 2015, chaque parti ayant des ambitions différentes : 46 000 réfugiés d’ici 2019 pour le Nouveau Parti démocratique dont 10 000 immédiatement, 25 000 réfugiés syriens pour les libéraux dès leur élection le cas échéant.
À la suite de la victoire du Parti libéral du Canada, le nouveau premier ministre canadien Justin Trudeau annonce qu'il respectera sa promesse électorale d'accueillir 25 000 réfugiés syriens d'ici la fin de 2015. Cette annonce suscite de nombreuses réactions au sein des différents paliers gouvernementaux et, à la suite d'une rencontre avec les premiers ministres des provinces canadiennes, il décida de modifier son échéancier : le Canada accueillera 10 000 réfugiés syriens d'ici la fin de 2015, le reste sera accueilli au début de l'année 2016. Les premiers arrivants sont accueillis le 12 décembre, on compte en date du 13 décembre 882 réfugiés syriens en terre canadienne
Les provinces du Québec et de l'Ontario accueilleront 70 % des réfugiés, 7 500 au Québec et 10 000 en Ontario.
Le samedi, 27 février 2016, le ministre de l'Immigration, des Réfugiés et de la Citoyenneté John McCallum annonce l'arrivée du 25000e réfugié sur le sol canadien, arrivé par avion à l'Aéroport international Pierre-Elliott-Trudeau de Montréal.

## Espace Schengen

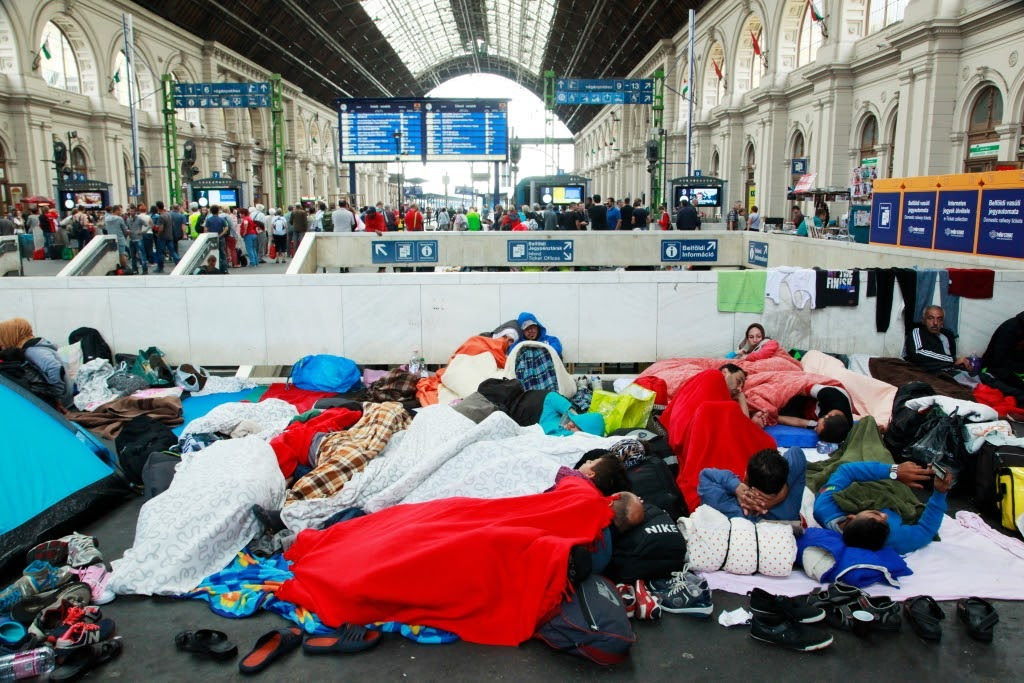
Campement dans la gare de l'Est de Budapest (Keleti pu.), 4 septembre 2015.

L'espace Schengen n'a pas su gérer l'arrivée de réfugiés de la guerre civile syrienne, de par les politiques non convergentes de ses différents États membres.

### Allemagne

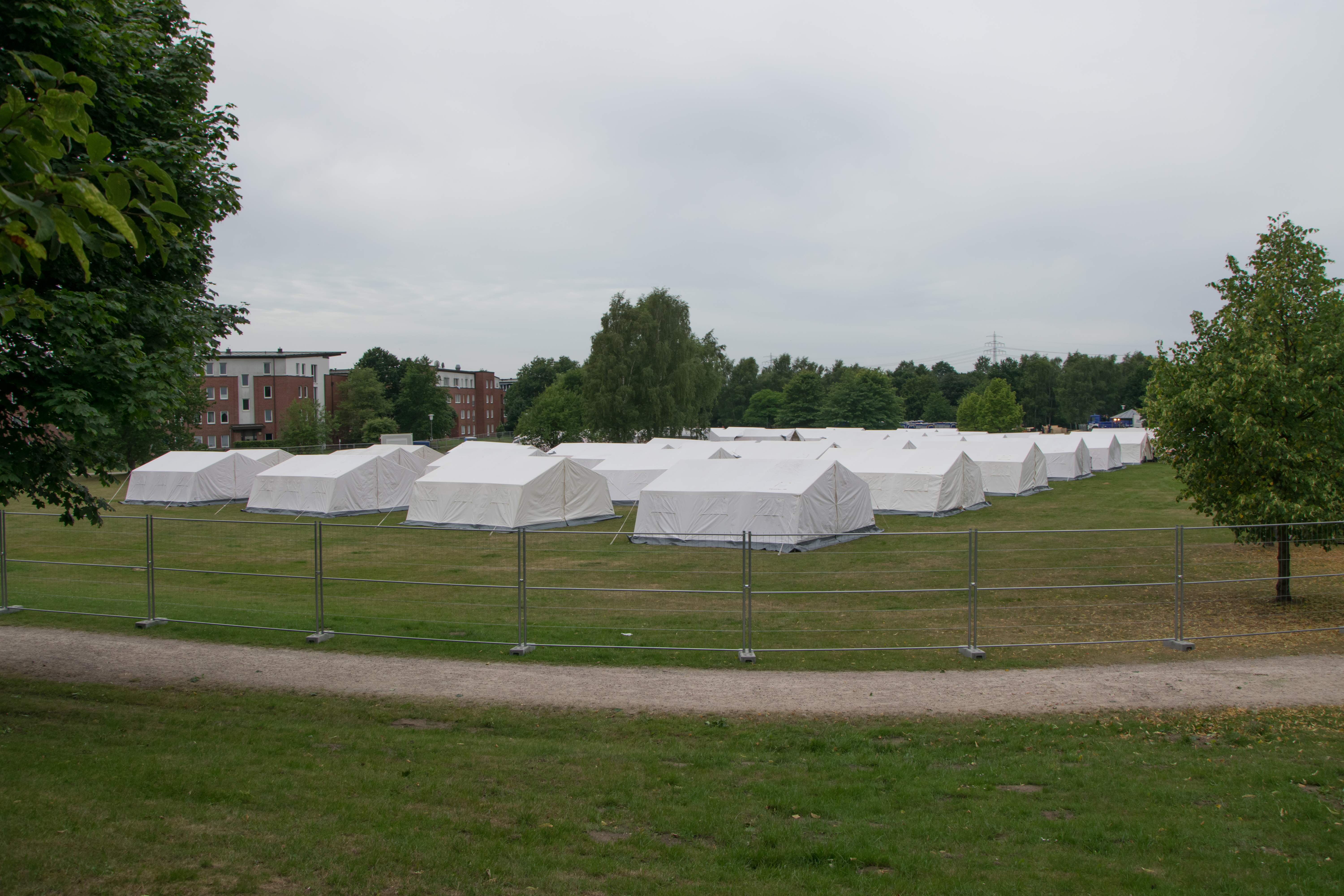
Un camp à Hambourg-Jenfeld.

L'Allemagne est le pays européen ayant accueilli le plus grand nombre de réfugiés syriens. Le 25 août 2015, l'Allemagne annonce qu'elle suspend le renvoi des réfugiés syriens vers leur pays d'entrée dans l’Union européenne. Les autorités ont dénombré l'arrivée de 105 000 demandeurs d'asile en août 2015 et 270 000 migrants sont arrivés en septembre, dont une grande proportion de Syriens qu'il est sur le moment impossible de préciser. Devant cet afflux difficilement gérable, l'Allemagne réintroduit des contrôles à ses frontières à la mi-septembre.

### Autriche
En 2015, on estime qu'il y a au moins 18 000 réfugiés syriens en Autriche. En 2018, 48 103 Syriens résident en Autriche.

### Suède
La Suède accueille des milliers de réfugiés syriens qui ont fui la guerre civile syrienne. Depuis septembre 2013, la Suède accorde l'asile permanent à tous les réfugiés syriens qui en font la demande. C’est le premier pays européen à fournir des titres de séjour permanents aux réfugiés syriens.

### France
La France est dénoncée par le Commissaire aux droits de l'homme du Conseil de l'Europe pour ses très faibles engagements en matière d'accueil des Syriens, et ses délais de procédure, en contradiction avec ses déclarations générales d'intention. Malgré le « choc émotionnel » causé par la diffusion de la photographie du cadavre d'un enfant sur une plage, une majorité de Français se déclare le surlendemain défavorable à un assouplissement des règles d'octroi du statut de réfugié en faveur des Syriens pour cause de guerre. Entre 2014 et 2020, la France a enregistré 25 195 primo-demandeurs d’asile en provenance de Syrie. En outre, malgré la mobilisation de centaines de logements par des élus locaux français au plus fort de la crise, peu de réfugiés ont choisi cette destination, la France ne représentant que 1,3% à 2,2% (selon les sources et les périodes de temps considérées) des demandes d'asile en Union européenne. Sur l'ensemble du premier semestre de l'année 2015, 96% des demandes d'asile introduites en France par des Syriens ont été acceptées.

## États-Unis
Entre 2011 et 2015, les États-Unis ont accueilli 1 800 Syriens,.
Sur l'année octobre 2014-octobre 2015, les États-Unis avaient accueilli 70.000 réfugiés du monde entier.
Le 24 août 2015, les États-Unis indiquent qu'ils devraient accueillir entre 5 000 et 8 000 réfugiés syriens en 2016,.
Le 10 septembre 2015, le président Barack Obama annonce que les États-Unis devraient accueillir au moins 10 000 réfugiés syriens en 2016, point confirmé par le secrétaire d'État américain John Kerry.
La méthode américaine consiste à recruter les réfugiés dans les camps et à demander un engagement écrit de remboursement du billet d'avion et à travailler dans les 90 jours.
Les États-Unis comptent accueillir 85 000 réfugiés, dont 10 000 Syriens en 2016 puis 100 000 en 2017 (octobre 2016-octobre 2017). Après son investiture en 2017, Donald Trump interdit l'entrée sur le territoire américain des citoyens de sept pays considérés comme musulmans et interdit notamment l'entrée aux réfugiés syriens.

## Islande
À la suite d'un mouvement social sur internet, plus de 10 000 Islandais ont déclaré leur intention d'héberger un réfugié syrien. Cette initiative n'a toutefois pas entraîné un changement de position de la part du gouvernement d'Islande.

## Jordanie

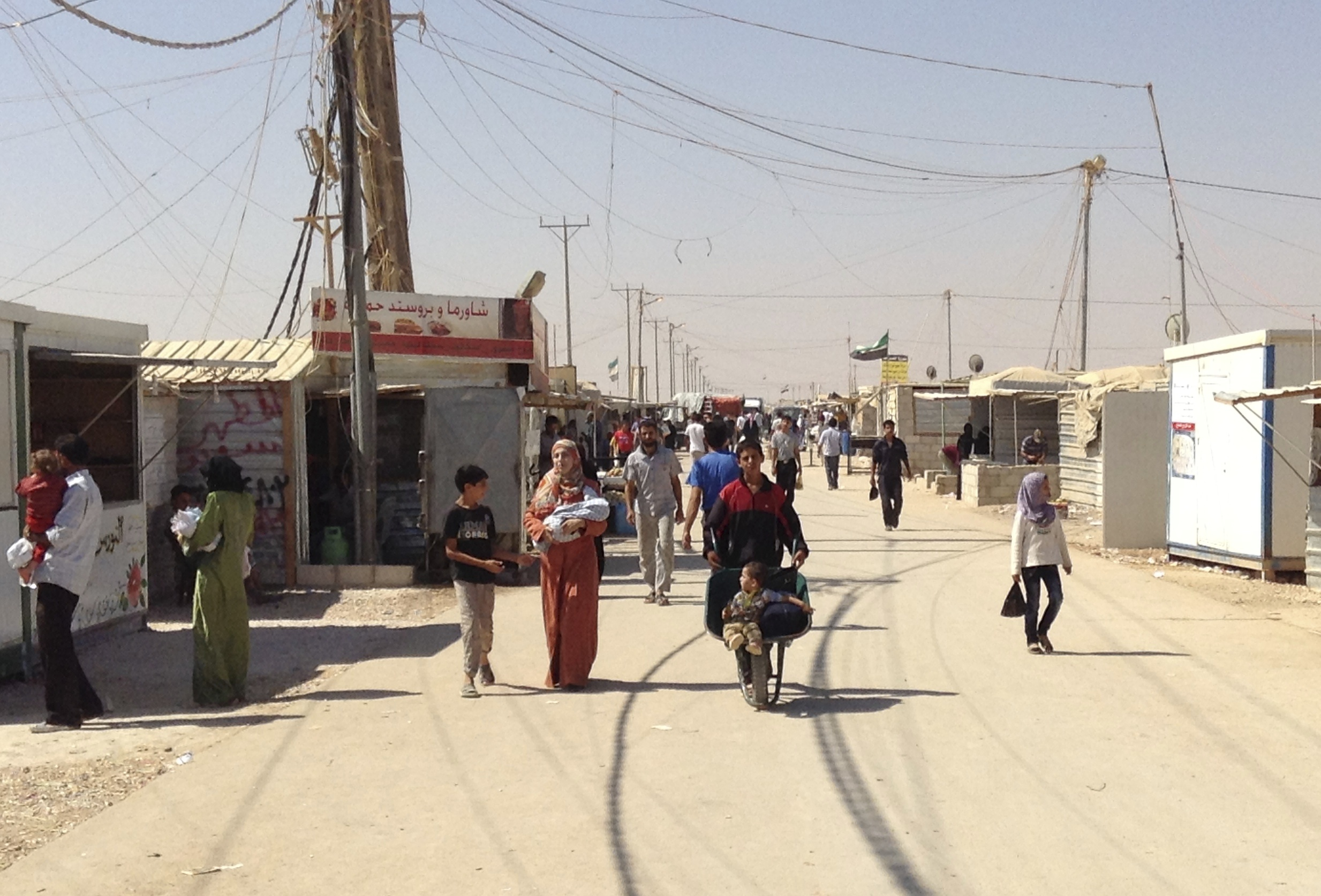
Camp de réfugiés de Zaatari.

La Jordanie accueille 80 000 réfugiés dans le camp de Zaatari.
En Jordanie, le nombre de réfugiés est estimé entre 600 000 et 1 400 000 suivant les sources, mais le nombre de réfugiés syriens entrés sur le territoire a été limité à 90 000 en 2014 et 10 000 en 2015 en raison de la peur du risque terroriste.

## Liban
Le Liban, où traditionnellement les flux migratoires avec la Syrie se faisaient sans aucun contrôle, est le pays accueillant le plus grand nombre de réfugiés. En cumulé, plus de 3 millions de personnes sont entrées dans le pays à mi-septembre 2014, menaçant de le déstabiliser en termes économiques, sociaux et de sécurité, la population des Syriens présente sur le sol libanais représentant entre le quart et le tiers de la population totale selon les périodes. Pour lutter contre cette pression démographique, le gouvernement instaure en janvier 2015 une obligation de visas, et appelle la communauté internationale à prendre ses responsabilités. Ces mesures s'accompagnent de mesures discriminatoires telles que des couvre-feu, mises en place au niveau local par la police ou par des comités d'auto-défense, en réaction notamment à des infiltrations de djihadistes. L’afflux de nouveaux réfugiés syriens sur le a changé les dynamiques du marché du travail libanais dans diverses régions du pays. En effet, l’arrivée de cette potentielle nouvelle main d’œuvre syrienne se fait alors ressentir au sein de quelques territoires où la concentration de réfugiés est plus forte notamment à Tripoli. En conséquence, on constate l’apparition de divers établissements commerciaux dans la ville. Cette nouvelle concurrence économique gênent certains commerçants libanais. Il s'agit là d'un facteur de soutien des tensions généralisées qui règnent entre certains Libanais et certains nouveaux arrivants syriens.
Le Liban a pris la décision d'éviter la création massive de camps. Les Syriens doivent donc louer des chambres d'hôtel ou des appartements à des prix excessifs, ou lorsqu'ils n'ont pas les moyens, vivre dans des abris précaires. Leur travail sur place dans les secteurs de l'agriculture ou chez des artisans créent des tensions avec la population locale en raison de la concurrence induite, notamment par celles des enfants qui acceptent des salaires de 2 à 5 dollars par jour afin de survivre. Une aide alimentaire d'urgence est nécessaire pour assister ces personnes en complément des solidarités ; toutefois en décembre 2014, l'Organisation des Nations unies annonce une réduction de son plan d'aide pour des raisons budgétaires. Une scolarisation des enfants est prévue, avec un financement de l'UNICEF, mais elle est limitée par les capacités d'accueil et les moyens financiers mis en place à 104 000 enfants en 2014 et 140 000 enfants en 2015, à comparer aux 400 000 enfants en âge d'être scolarisés,.
Ces conditions de pauvreté et de précarité - 70 % des réfugiés disposent de moins de 3 euros par jour pour vivre - incitent une partie des Syriens à quitter le pays, et en septembre 2015, les flux vers la Turquie, qui est l'un des rares pays à ne pas réclamer de visa, est estimé à 10 000 personnes par semaine, une autre partie rejoignant les pays de l'UE.
Plusieurs centaines de femmes syriennes sont réduites en esclavage sexuel au Liban par des réseaux de prostitution. Début avril 2016, un réseau est démantelé dans la banlieue de Beyrouth, 71 femmes sont délivrées et une vingtaine de proxénètes sont arrêtés.
Toutefois, pour Gebran  Bassil, ministre des affaires étrangères libanais, les pays arabes devraient accueillir des réfugiés syriens. Bassil plaide pour une solution régionale de l'accueil des réfugiés syriens et estime que « Les pays arabes doivent partager le fardeau de l'accueil des réfugiés qui fuient la guerre en Syrie. »
Le 16 avril 2016, François Hollande annonce que la France va fournir une aide au gouvernement libanais pour gérer l'afflux de réfugiés syriens. Une aide financière de 100 millions d'euros devrait être débloquée sur une période de 3 ans. Cette aide s'accompagnera d'une assistance à l'armée libanaise afin de lui donner «les moyens matériels pour renforcer la capacité du Liban à assurer sa sécurité».
À partir de 2017, les autorités libanaise s'activent cependant pour expulser les réfugiés syriens. Le Liban fait état de 325 000 départs « non forcés » entre 2017 et août 2019, mais plusieurs ONG mettent en doute le caractère volontaire des retours. Entre juin et août 2019, des habitations en béton et des tentes sont détruites par l'armée. Selon le Haut Commissariat des Nations unies pour les réfugiés (HCR), 35 000 réfugiés syriens au Liban sont alors potentiellement concernés par les démolitions, dont 15 000 à Aarsal.

## Mali
En décembre 2015, plusieurs centaines de réfugiés syriens sont signalés dans le nord du Mali. Après être arrivés en Mauritanie par avion, ces derniers cherchent alors à gagner l'Algérie en passant par le Mali qui ne réclame pas de visa. La plupart franchissent la frontière à Bassikounou en passant par le camp de réfugiés de M'bera, puis ils gagnent la ville de Ber, pour ensuite se rendre à In Khalil,,,.

## Royaume-Uni
Le Royaume-Uni s'est dit prêt a accueillir 20 000 réfugiés syriens.

## Russie
Fin juin 2018 la Cour suprême de la fédération de Russie rejette la demande d'asile formulée par dix réfugiées syrien en alléguant qu’il n’y a « pas de guerre en Syrie » mais simplement une « opération antiterroriste ». Les associations russes d'aide aux réfugiés s'inquiètent de cette décision susceptible de faire jurisprudence et de contraindre au départ les réfugiés syriens sur le territoire russe, évalués à 12 000 selon un recensement de 2015.

## Tunisie
Le secrétaire d’État à l’Émigration et à l’Intégration sociale (Ministère des Affaires sociales), Belgacem Sabri, a indiqué que la Tunisie a accueilli plus de 4 000 réfugiés syriens au 15 septembre 2015.

## Turquie
2,7 millions de réfugiés syriens se trouvent en Turquie. 10 % d'entre eux se trouvent dans des camps de réfugiés.
La Turquie maintenant une exception géographique à la Convention de Genève, ils disposent seulement d'une protection temporaire et non du plein statut de réfugiés. Les enfants sont scolarisés à la marge, les permis de travail difficiles à obtenir, les entreprises turques rechignant à déclarer des travailleurs avantageusement employés au noir, pour des salaires très faibles.
Le camp de Nizip accueille 10 000 personnes qui peuvent sortir travailler au cours de la journée jusqu'à 19 heures.
Le camp est doté de  marchés du camp, de deux écoles et d'un centre de santé.
Le prix de la traversée vers l'Europe se situe entre 2 500 et 4 000 dollars, suivant le pays de destination.
« Ce que la Turquie a offert aux Syriens, aucun autre pays, qu’il soit arabe ou ami de la Syrie ne l’a fait », selon le témoignage d'un homme.
De janvier à juin 2016, au moins 60 civils syriens sont tués par des militaires turcs en essayant de franchir la frontière.
En 2019, la Turquie intensifie également les expulsions de force. En août 2019, Ankara fait état de 337 729 départs, tous volontaires, depuis le début de la guerre. Mais plusieurs ONG contestent le caractère volontaire des retours.
Quelque 100 000 Syriens ont obtenu la nationalité turque et 120 000 un permis de résidence. Ces personnes appartiennent généralement à des catégories aisées, titulaires d'un diplôme universitaire et propriétaires de biens immobiliers en Turquie. Trois millions et demie de réfugiés ont été placés sous « protection temporaire », un statut précaire et restrictif, qui leur donne le droit de séjourner et d’accéder aux soins gratuits, mais leur interdit l'ouverture d'un compte bancaire et l'obtention du permis de conduire, restreint l'accès au marché du travail, et implique de s'enregistrer dans sa ville d'arrivée et de ne pas en sortir sans autorisation. Près d'un quart de ceux vivant en ville et plus de la moitié de ceux vivant en campagne n'ont accès ni à un hôpital ni à un dispensaire de santé primaire.
L’extrême droite turque a exploité la mort de soldats turcs dans les combats en Syrie afin d'attiser un ressentiment envers les réfugiés syriens. En février 2020, à la suite de la mort d'une trentaine de soldats turcs en Syrie lors de combats contre l’armée syrienne, des magasins tenus par des réfugiés ont été attaqués. Sinan Oğan, ancien député du Parti d'action nationaliste (MHP) déclare : « La société est choquée de voir les [réfugiés] syriens fumer le narguilé alors que les soldats turcs meurent au combat pour leur pays ; elle est choquée de voir des gens qui pourraient défendre leur pays contre les terroristes alors qu'ils piquent-niquent et importunent nos femmes ».

## Venezuela
Le Venezuela a dit vouloir accueillir 20 000 réfugiés syriens.

## Retours
En 2018, alors que l'armée syrienne a repris l'avantage, certains réfugiés tentent de regagner la Syrie. Les retours sont cependant risqués. Un formulaire est adressé à chaque personne de retour en Syrie, lui demandant de s'engager à ne pas protester « en dehors des limites de la loi », à ne pas publier de contenu insultant les autorités et à coopérer avec les agents de sécurité. Elles doivent aussi dresser la liste de leur participation aux manifestations et fournir leurs informations personnelles comme le numéro de passeport et leurs adresses courriel. Certaines personnes sont arrêtées ou voient leur passeport confisqué. Ces accords, violés par le régime, sont donc qualifiés de piège, empêchant toute contestation pacifique et permettant de poursuivre les opposants politiques présumés,.
Human rights watch et Amnesty International dénoncent les arrestations arbitraires, disparitions forcées et diverses formes de harcèlement : « dans tous les cas, les personnes ciblées — anciens dirigeants politiques ou militaires de l’opposition, activistes des médias, travailleurs humanitaires, transfuges et membres des familles d’activistes et d’ex-combattants anti-gouvernementaux — avaient signé des accords de réconciliation avec le gouvernement ». Au moins 500 arrestations ont été dénombrées par des ONG locales à Deraa et dans la Ghouta entre août 2018 et mai 2019. Plus de 230 personnes ont disparu dans le gouvernorat de Deraa après avoir été interpelées,,.
Jamil Hassan, le chef du Service de renseignement de l'armée de l'air déclare : « Une Syrie avec 10 millions de personnes fiables, obéissantes envers ses dirigeants est bien meilleure qu'une Syrie composée de 30 millions de vandales ».

## Œuvres culturelles
- Le choix des autres, documentaire sur le quotidien d'une famille de réfugiés syriens en Jordanie, par Pierre-Julien Quiers et Séverine Vanel[63].
- Syria’s Lost Generation, série photographique d’Elena Dorfman (2014) réalisée à la demande du HCNUR[64].
- Paroles d’enfants syriens, la misère entre deux jardins, documentaire de Bernie Bonvoisin (2016) diffusé sur LCP[65].
- The Old Oak, film de Ken Loach (2023) qui se passe dans une ville anciennement minière d’Angleterre du Nord où arrivent des réfugiés syriens.